# Brevilliers
Brevilliers ist eine Gemeinde im französischen Département Haute-Saône in der Region Bourgogne-Franche-Comté.

## Geographie
Brevilliers liegt auf einer Höhe von 365 m über dem Meeresspiegel, drei Kilometer östlich von Héricourt und etwa 8 km südwestlich der Stadt Belfort (Luftlinie). Das Dorf erstreckt sich im Westen der Burgundischen Pforte, am Rand der Talmulde des Ruisseau de Brevilliers am Nordfuß des Mont Dannin. Brevilliers ist die östlichste Gemeinde des Départements Haute-Saône.
Die Fläche des 6,47 km² großen Gemeindegebiets umfasst einen Abschnitt im Bereich der Burgundischen Pforte. Der nördliche Teil des Gebietes wird von der breiten Mulde von Brevilliers eingenommen, die durchschnittlich auf 350 m liegt und durch den Ruisseau de Brevilliers nach Südwesten zur Lizaine entwässert wird. Nach Süden und Südosten leitet eine rund 50 bis 80 m hohe Geländestufe zu einem Hochplateau über, das aus Kalkgestein der oberen Jurazeit aufgebaut ist. Es liegt auf durchschnittlich 410 m und wird zum Teil landwirtschaftlich genutzt, zeigt aber auch große Waldflächen. Dazu gehören der Bois du Mont Dannin, auf dem mit 442 m die höchste Erhebung von Brevilliers erreicht wird, der Bois de Chevrey und der Haut-Bois.
Nachbargemeinden von Brevilliers sind Échenans-sous-Mont-Vaudois im Norden, Banvillars, Dorans und Bermont im Osten, Châtenois-les-Forges und Bethoncourt im Süden sowie Héricourt im Westen.

## Geschichte
Das Gemeindegebiet von Brevilliers war bereits in vorgeschichtlicher Zeit besiedelt, wovon der Dolmen des Issières zeugt. Seit der ersten Hälfte des 12. Jahrhunderts unterstand Brevilliers der Oberhoheit der Grafen von Montbéliard, welche das Dorf der Herrschaft Héricourt übergaben. Im Jahr 1748 kam das Dorf, das bis dahin zum Fürstentum Montbéliard gehörte, vertraglich endgültig an die französische Krone. Seit 2001 ist Brevilliers Mitglied des 20 Ortschaften umfassenden Gemeindeverbandes Pays d’Héricourt.

## Sehenswürdigkeiten
Die lutherische Kirche von Brevilliers wurde 1788 errichtet, nachdem der Vorgängerbau zerstört worden war. Die Kirchengemeinde gehört mit elf weiteren zum lutherischen Pfarrverbund Le Mont Vaudois. Im Dorf befindet sich ein Lavoir (Brunnen und Waschhaus) aus dem 19. Jahrhundert. Ein Grenzstein (18. Jahrhundert) zeugt von der Grenze zwischen Frankreich und dem Fürstentum Montbéliard.

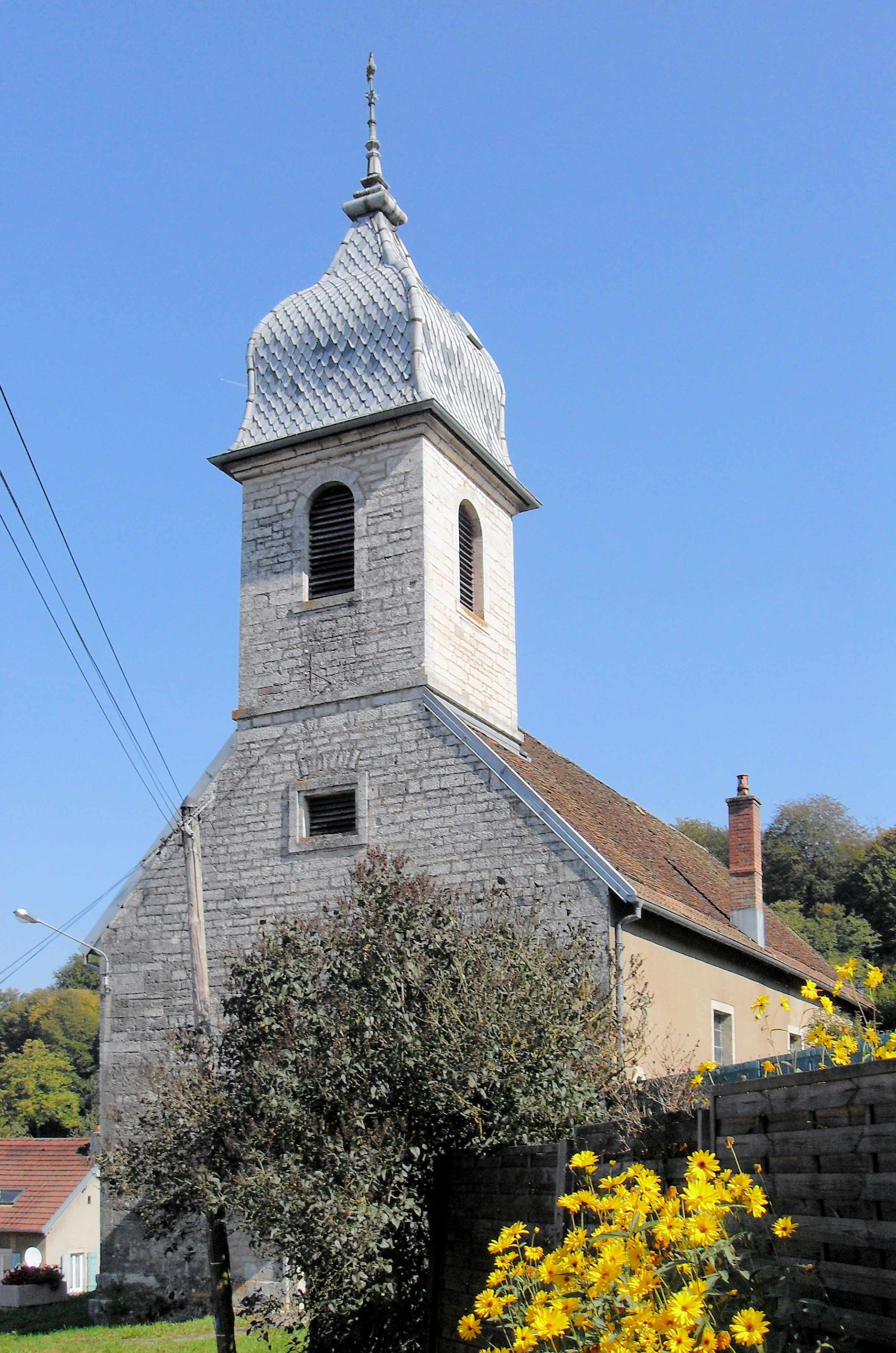
Lutherische Kirche
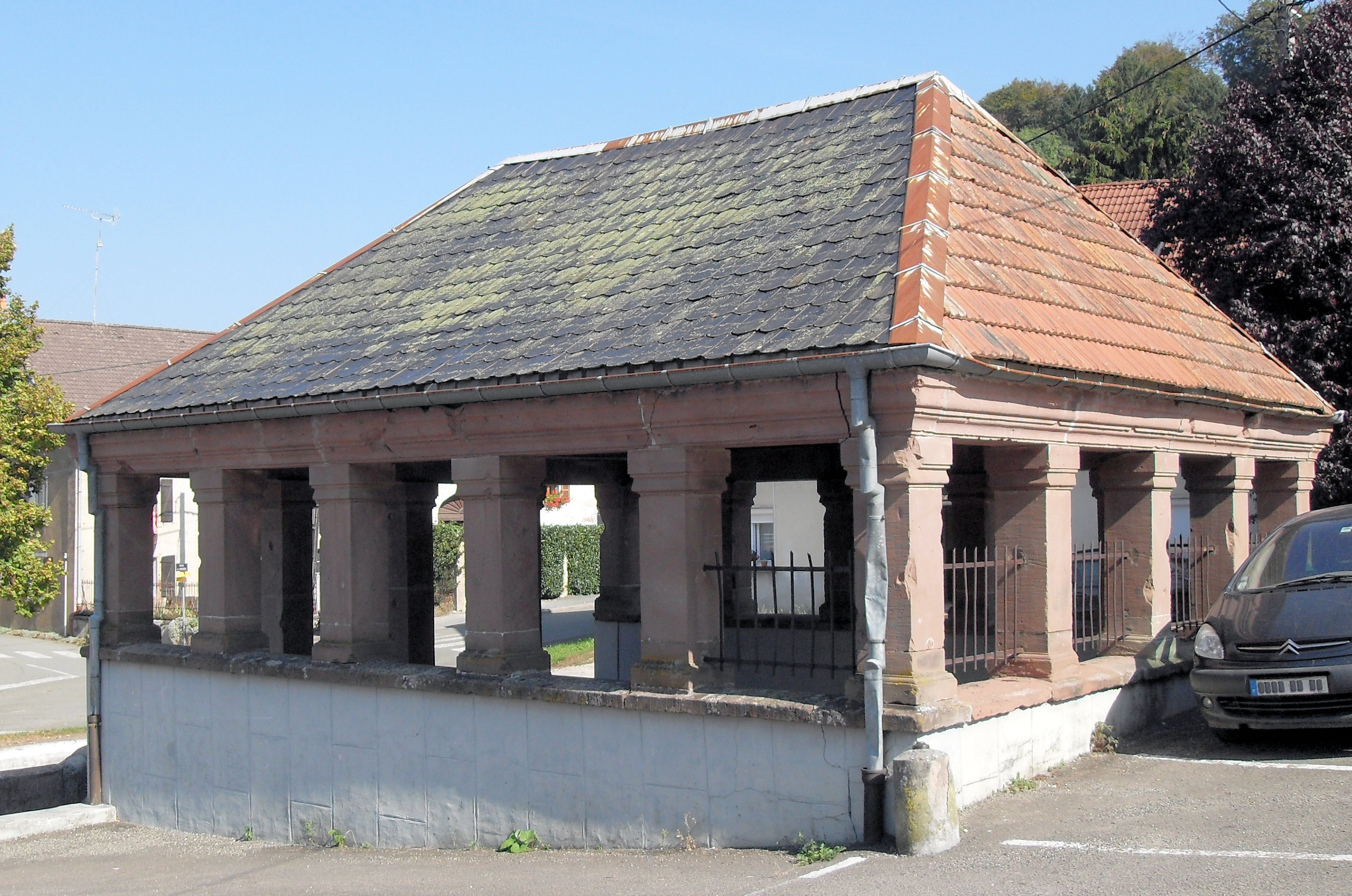
Lavoir
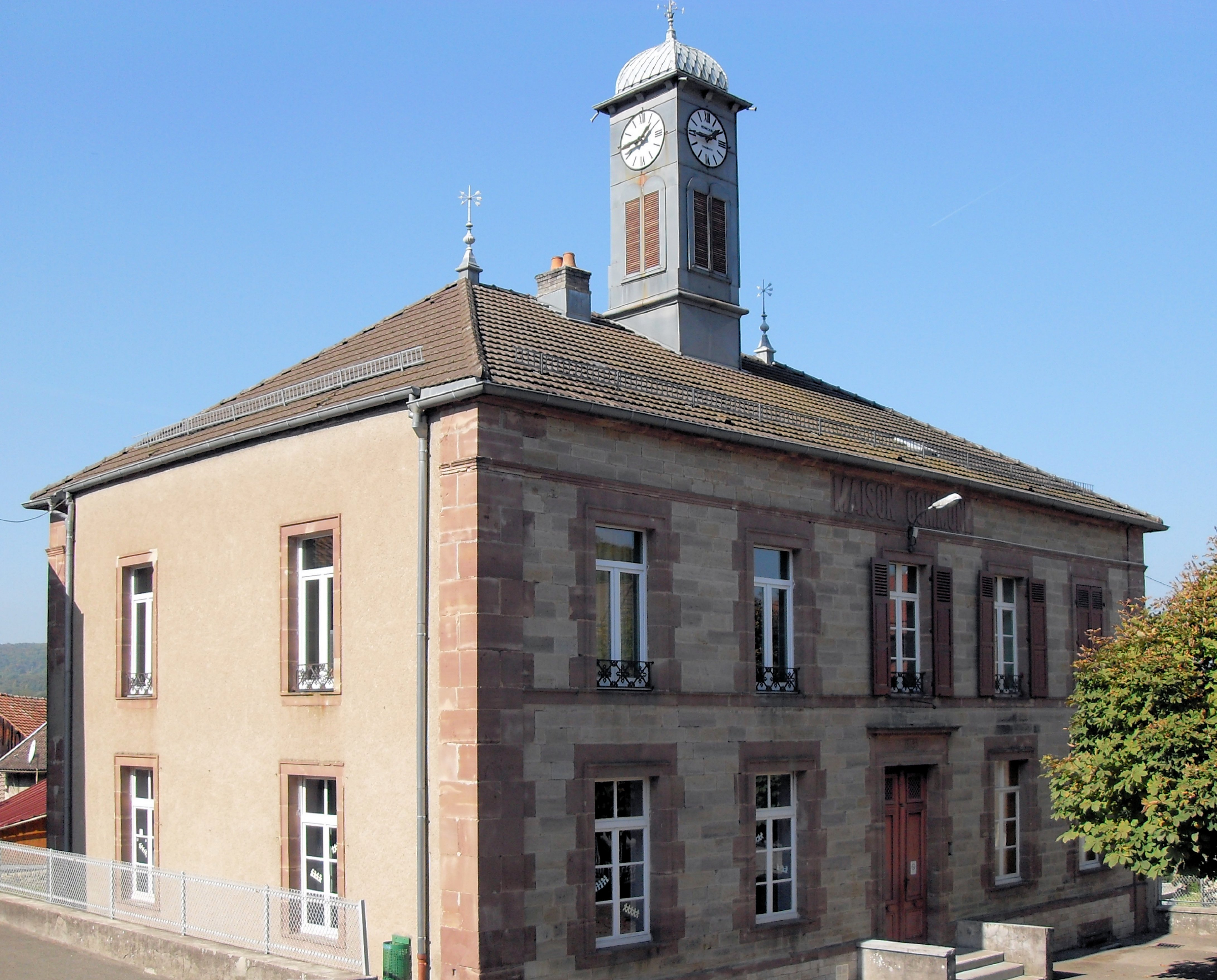
Schule in Brevilliers
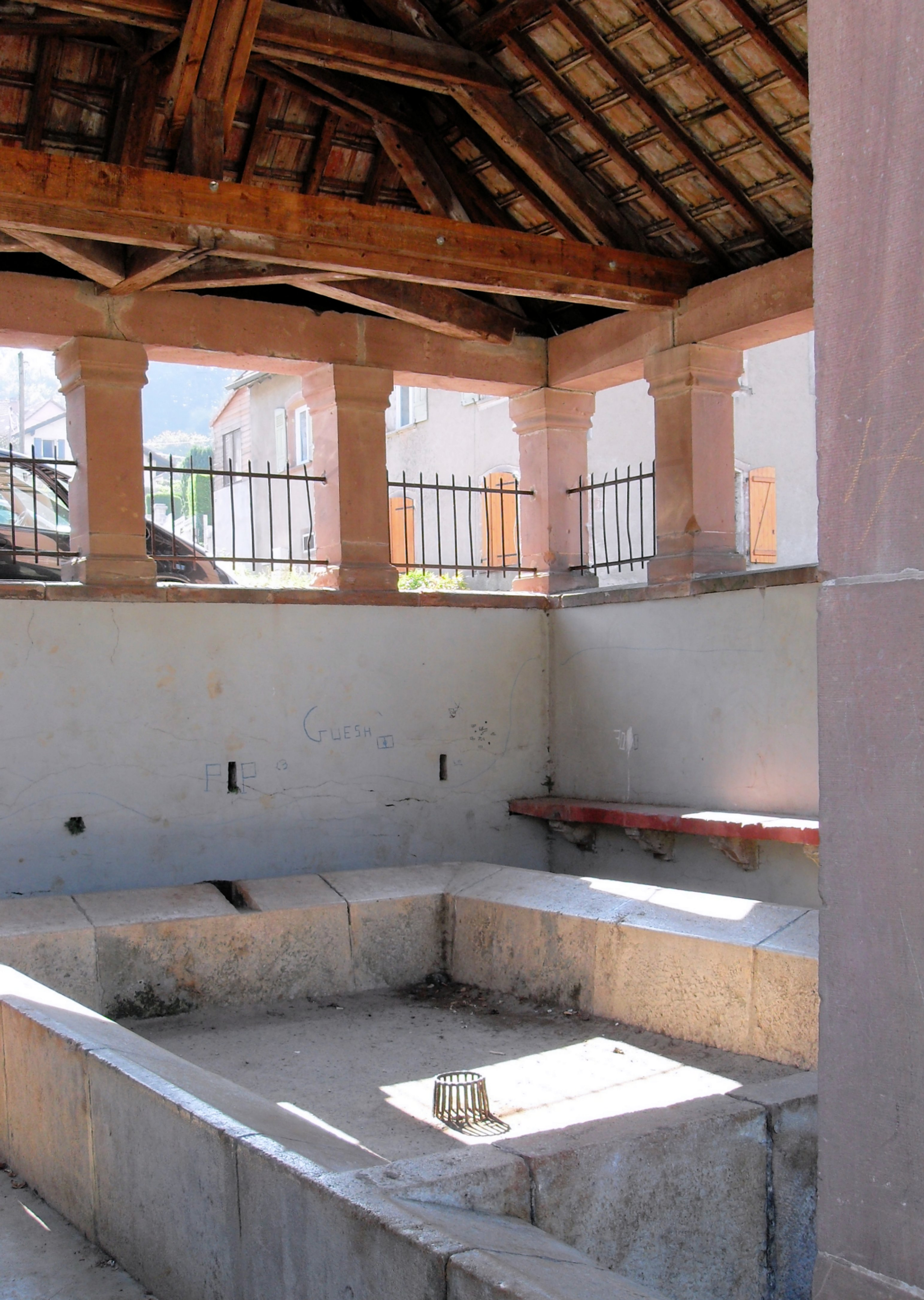
Lavoir, Innenansicht

## Bevölkerung
| Jahr                       | 1962 | 1968 | 1975 | 1982 | 1990 | 1999 | 2007 | 2018 |
| Einwohner                  | 447  | 534  | 564  | 567  | 581  | 564  | 620  | 638  |
| Quellen: Cassini und INSEE |      |      |      |      |      |      |      |      |

Mit 620 Einwohnern (2007) gehört Brevilliers zu den kleinen Gemeinden des Départements Haute-Saône. Nachdem die Einwohnerzahl in der ersten Hälfte des 20. Jahrhunderts meist im Bereich zwischen 310 und 380 Personen gelegen hatte, wurde besonders während der 1960er Jahre ein deutliches Bevölkerungswachstum verzeichnet. Nach einer vorübergehenden Stagnation erfolgte seit 2000 ein weiterer Anstieg.

## Wirtschaft und Infrastruktur
Brevilliers war bis weit ins 20. Jahrhundert hinein ein vorwiegend durch die Landwirtschaft (Ackerbau, Obstbau und Viehzucht) und die Forstwirtschaft geprägtes Dorf. Daneben gibt es heute einige Betriebe des lokalen Kleingewerbes. Mittlerweile hat sich das Dorf auch zu einer Wohngemeinde gewandelt. Viele Erwerbstätige sind deshalb Wegpendler, die in Héricourt und in den Agglomerationen Belfort und Montbéliard ihrer Arbeit nachgehen.
Die Ortschaft ist verkehrstechnisch gut erschlossen. Sie liegt nahe der hier abschnittsweise vierspurig ausgebauten Hauptstraße D438, die von Belfort via Héricourt nach Lure führt. Der nächste Anschluss an die Autobahn A36 befindet sich in einer Entfernung von ungefähr 7 km. Eine weitere Straßenverbindung besteht mit Échenans-sous-Mont-Vaudois.